# Смик, Отто
Отто Смик (чеш. Otto Smik; 20 января 1922 года — 28 ноября 1944) — чехословацкий лётчик-ас, участник Второй мировой войны.

## Биография
Сын словака, участника Первой мировой войны, попавшего в плен и Антонины Давыдовой, дочери русского офицера. В 1934 году семья переехала в Чехословакию. В детстве увлекался авиамоделированием и планеризмом, к 17 годам налетал 22 часа. С 1937 по 1939 год обучался в промышленном училище.
После начала Второй мировой войны бежал во Францию. Через Венгрию, Югославию, Болгарию, Грецию и Турцию добрался до французского Ливана, а оттуда до Марселя.
3 июня 1940 года Смик вступил на службу в чехословацкую армии в изгнании.
После капитуляции Франции был переведён в Англию.
С июля 1940 года служил в Королевских военно-воздушных силах Великобритании. Прошёл полный курс лётной подготовки. В начале 1943 года попал в 312-ю чехословацкую эскадрилью. Затем служил в 310-й, 131-й и 122-й эскадрильях. С декабря 1943 года переведён на инструкторскую работу. В ноябре 1944 года — майор, командир 127-й чехословацкой эскадрильи.
Летал на de Havilland D.H.82 Tiger Moth, North American Harward Mk.II и различных модификациях Supermarine Spitfire.
В октябре 1944 года Смик выжил, будучи сбитым над вражеской территорией в Нидерландах, успешно избежал пленения и вернулся на территорию, удерживаемую союзниками. В ноябре 1944 года RAF назначил его командиром 312-й чехословацкой эскадрильи. 28 ноября 1944 года Смик снова был сбит над оккупированной территорией близ Зволле в Нидерландах и погиб.
За период с марта 1943 года по июнь 1944 года сбил 13 самолётов-истребителей Люфтваффе, в том числе, лично сбил 9 самолётов, 2 — в группе, 1 предположительно и 3 повредил. В июле 1944 года сбил три немецких крылатых ракеты Фау-1.
В 1965 году останки Смика были найдены и перезахоронены в Братиславе на кладбище «Соловьиная долина».
Отто Смику посмертно было присвоено звание генерал-майора ВВС Словацкой Республики 

## Награды
- Крест «За выдающиеся лётные заслуги» (Великобритания)
- Звезда 1939—1945
- Air Crew Europe Star
- Медаль обороны (Defence Medal (United Kingdom))
- Военная медаль 1939—1945 (War Medal 1939-45)
- Военный крест 1939—1945 с пальмовым листом (Croix de Guerre 1939—1945, Франция)
- Чехословацкий Военный крест (1939)
- Чехословацкая медаль «За храбрость перед врагом» (Československá medaile Za chrabrost před neprřítelem)
- «Памятная медаль Чехословацкой армии за рубежом» (Франция и Великобритания) (Pamětní medaile Československé armády v zahraničí)